# Jaciara
Jaciara este un oraș în Mato Grosso (MT), Brazilia.